# Jan van Riebeek

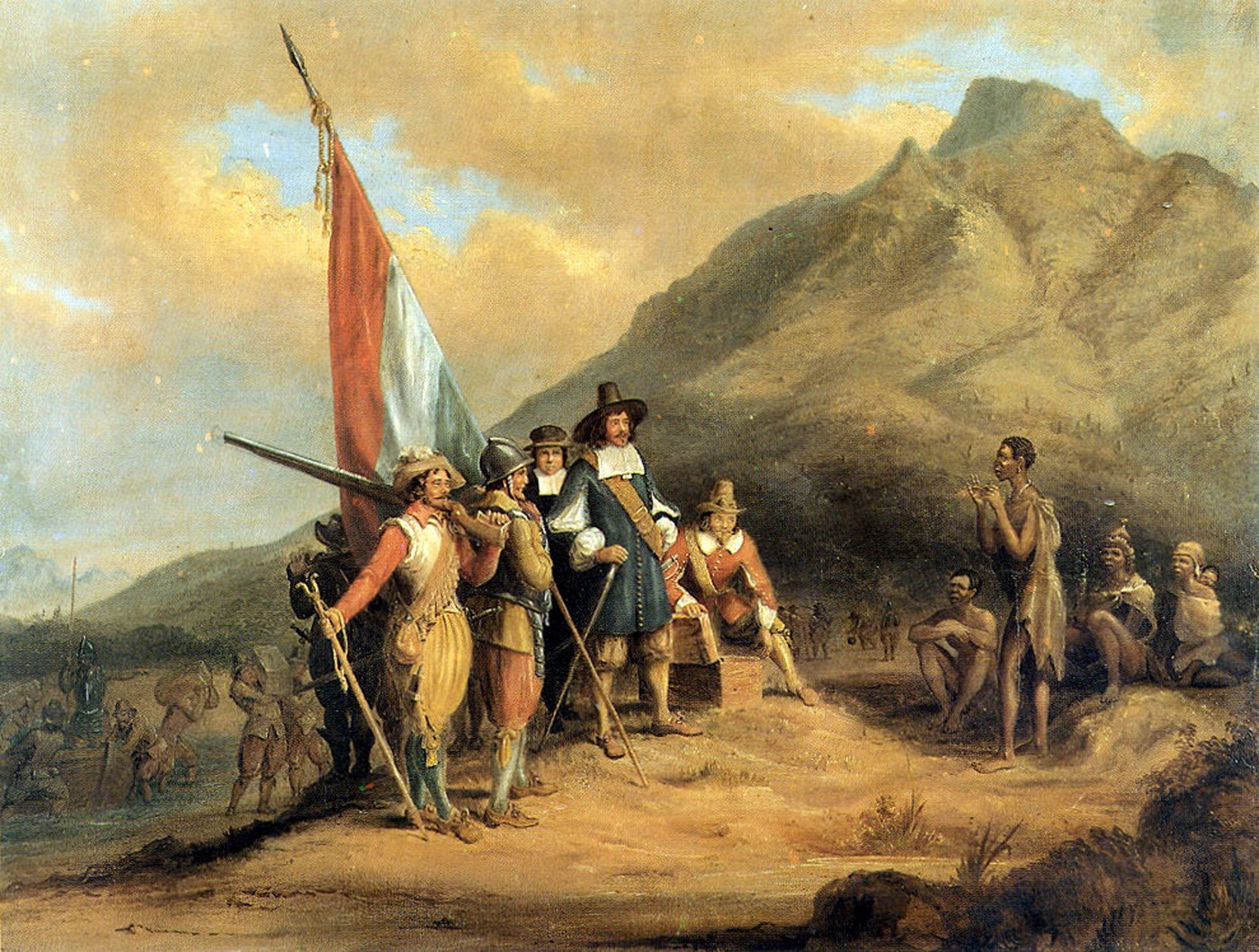
Arribada de Jan van Riebeeck a Ciutat del Cap

Johan Anthoniszoon «Jan» van Riebeeck (21 d'abril de 1619 - 18 de gener de 1677) va ser un administrador colonial neerlandès.

## Biografia
Nasqué a Culemborg als Països Baixos, fill d'un cirurgià. Va créixer a Schiedam, on es casà amb Maria de la Quellerie el 28 de març de 1649. (Ella va morir a Malaca, avui dia part de Malàisia, el 2 de novembre de 1664, a l'edat de 35 anys).
Es va unir a la Companyia Holandesa de les Índies Orientals (VOC) el 1639, va prestar serveis en diversos llocs, com a cirurgià assistent a Batàvia a les Índies Orientals. Posteriorment va visitar Japó. El seu càrrec més important fou el lloc comercial de la VOC a Tonquin, Vietnam. No obstant això, va ser cridat de retorn de dita posada quan es va descobrir que comerciava pel seu propi compte. En 1651 se li va encomanar fer-se càrrec de l'assentiment holandès inicial en la futura Sud-àfrica. Va desembarcar amb els seus cinc vaixells (Reijer, Dromedaris, Goede Hoop, Oliphant i Walvisch) en la futura Ciutat del Cap el 6 d'abril de 1652 i va fortificar el lloc com estació de proveïment per a les rutes comercials de la VOC entre els Països Baixos i les Índies Orientals.
Van Riebeeck va ser Comandant de la Colònia del Cap des de 1652 fins a 1662; es va encarregar de construir un fort, millorant l'ancoratge natural de la Table Bay, plantant fruites i vegetals i obtenint bestiar dels nadius khoikhois. En els Jardins Botànics Kirstenbosch a Ciutat del Cap, hi ha un ametller silvestre encara supervivent i que va ser plantat per ordre seva com a barrera. El fort inicial va ser fet de fang, argila i fusta i tenia quatre cantons o bastions. Aquest fort no ha de confondre's amb l'actual Castell de Ciutat del Cap, que va ser construït entre 1666 i 1679, diversos anys després que Van Riebeeck deixés el Cap i té 5 bastions i està fet de maons, pedra i ciment.
Van Riebeeck va informar del primer estel descobert a Sud-àfrica, C/1652 I1, el 17 de desembre de 1652. Va morir en Batàvia (avui dia anomenada Jakarta) a l'illa de Java el 1677. Existeix així mateix una escola a Tamboerskloof que rep el seu nom en honor seu: és l'escola Laerskool Jan van Riebeeck.